# Lucien Spronck
Pour les articles homonymes, voir Spronck.
Lucien Spronck  est un footballeur belge, né le 19 août 1939 et mort le 19 décembre 1989.

## Biographie
Lucien Spronck est d'origine néerlandaise. Son père, mineur s'était installé avant la Seconde Guerre mondiale à Fouron-le-Comte.
Lucien débute dans l'équipe locale en junior avant de rejoindre le Standard de Liège en 1956. Il joue la première fois en équipe première le 12 octobre 1958. Il devient très vite une pièce essentielle de la défense du Standard comme stoppeur. Avec les Rouches, il remporte deux fois le Championnat de Belgique et deux fois la Coupe de Belgique. En 1965, il est capitaine de l'équipe.
Il joue trois matches avec les Diables Rouges en 1966.
De 1968 à 1971, il joue au Royal Charleroi SC où il termine sa carrière de haut niveau.
Lucien Spronck est décédé prématurément en 1989, victime d'une tumeur au cerveau.

## Palmarès
- International en 1966 (3 matches et 1 but)
- Champion de Belgique en 1961 et 1963 avec le Standard de Liège
- Vice-Champion de Belgique en 1962 et 1965 avec le Standard de Liège
- 287 matches et 2 buts marqués en Division 1[4].
- Vainqueur de la Coupe de Belgique en 1966 et en 1967 avec le Standard de Liège